# Phare de Kirkjuhóll
Le phare de Kirkjuhóll est un phare d'Islande. Il est situé sur la côte sud de la péninsule de Snæfellsnes, dans la région de Vesturland.